# Apple ProDOS
ProDOS foren dos sistemes operatius de la sèrie d'ordinadors personals Apple II. El ProDOS original, anomenat ProDOS 8 en la versió 1.2, va ser l'últim sistema operatiu oficial que podia utilitzar-se en totes les sèries d'ordinadors Apple II, i es va distribuir des de 1983 fins a 1993. L'altre sistema operatiu va ser anomenat ProDOS 16, va aconseguir aprofitar la capacitat de 16-bits de l'Apple IIGS, però la seva durada va ser curta, ja que es va substituir per GS/OS en un any. ProDOS va ser comercialitzat per Apple i en 10 mesos després del seu llançament al gener del 1983 ja s'havia convertit en el sistema operatiu més popular de la sèrie d'ordinadors Apple II.

## Antecedents
ProDOS va sortir a la llum per solucionar les deficiències en el sistema d'Apple anterior (anomenat simplement DOS), que començava a mostrar la seva edat. DOS només tenia suport per disquets de 5,25 "i requeria pegats per utilitzar perifèrics com discs durs i unitats de disquet de 3,5". ProDOS va afegir un mètode estàndard d'accés Memòria ROM basat en drivers mitjançant targetes d'expansió, per a l'expansió dels discs durs, ampliant la mida de volum màxim de 400 kilobytes a 32 MiB, va introduir suport per jerarquia de subdirectoris (una característica fonamental per a l'organització de l'espai en els discs durs), i ha afegit suport per a discos RAM en màquines amb 128KB de memòria, o més.
Amb ProDOS es van abordar els problemes mitjançant el maneig d'interrupcions maquinari, i van incloure una documentació ben definida sobre la programació de la interfície, que DOS sempre havia tingut. Encara ProDOS tenia suport per rellotge en temps real (RTC), aquest suport no va ser realment utilitzat fins a l'arribada de l'Apple IIGS, el primer de la sèrie AppleII a incloure un rellotge en temps real de sèrie. No obstant això hi havia disponibles rellotges de tercers per al Plus II, IIe i IIc.
ProDOS, a diferència de versions anteriors DOS d'Apple, té les seves arrels de desenvolupament en SOS, el sistema operatiu per l'ordinador Apple III llançat el 1980.
El seu format de disc i la interfície de programació eren completament diferents a les de DOS, i ProDOS no sabia llegir ni escriure unitats DOS 3.3, llevat mitjançant una utilitat de conversió. Mentre que el format de baix nivell de pista i sector dels discos DOS 3.3 es va mantenir en els discos de 5,25 ", però el sistema de fitxers i directoris d'alt nivell eren completament diferents. Per aquesta raó, la majoria dels programes en llenguatge màquina que funcionaven des de DOS no funcionaven sota ProDOS. No obstant això, la majoria dels programes en BASIC funcionaven, encara que de vegades requerien alguns petits canvis. Un tercer programa anomenat DOS.MASTER permetia als usuaris tenir múltiples particions virtuals de DOS 3.3 en ProDOS.
Amb el llançament de prod va arribar la fi del manteniment per al model original de Integer BASIC de l'Apple II, que feia temps que havia estat eficaçment reemplaçat per Applesoft BASIC i l'Apple II Plus. Atès que el DOS 3.3 sempre havia tingut suport integrat per a la programació BASIC, en ProDOS se li va donar aquest treball a un programa separat del sistema anomenat BASIC.SYSTEM, que una vegada llançat podia escriure i executar programes en Applesoft BASIC. BASIC va seguir sent incorporat a les ROM d'Apple; BASIC.SYSTEM no era més que una millora de l'intèrpret de comandes que permet accedir a programes en BASIC en ProDOS. BASIC.SYSTEM requeria gairebé tanta memòria com el conjunt de DOS 3.3.

## Requisits
Totes les edicions de prod necessiten un ordinador de la sèrie Apple II o llicència compatible.
ProDOS agost necessita 64KB de memòria per funcionar. El ProDOS original (8) des de la versió 1.0 fins a la versió 1.0.2 necessiten només 48KB per al nucli, però gairebé tots els programes, inclòs el BASIC.SYSTEM necessaris per a l'aprofitament de Applesoft BASIC, requereixen 64KB, fent a la pràctica un sistema de 48KB inútil per al ProDOS, asique el suport a màquines de 48kB va ser eliminat en la versió 1.1.
ProDOS agost versió 2.x requereix un processador 65C02 o superior. ProDOS 8 2.x s'executa en 64 KB, però els programes d'utilitats necessiten 128KB al disc dur. Els sistemes amb processador 6502 en comptes d'un 65C02 havien d'utilitzar versions anteriors a la versió 2.0 de prod 8.
ProDOS 16 necessitava un Apple IIGS.

### Sense llicència per clons de l'Apple II
Amb el llançament de la versió ProDOS 1,01 i superiors, va ser afegida una comprovació per veure si el sistema operatiu s'estava executant en un equip oficial fabricat per Apple. Si la paraula "Apple" es trobava en el microprogramari ROM de l'ordinador, ProDOS es carregava en mode normal. Si també es trobaven paraules com per exemple ("Golden", "Franklin", "Elite") ProDOS es negava a iniciar, tancant a la pantalla inicial. Aquesta mesura va ser presa per Apple Computer que desincentivar l'ús il·legal i sense llicència clons de l'Apple II. Tot i així encara era possible executar les noves versions de prod en els clons, però els usuaris havien d'aplicar un petit pegat a totes les versions següents de prod. Alguns usuaris van arribar tan lluny com per substituir el seu xip ROM físic amb una còpia d'una versió il·legal de la ROM d'Apple, o si no, un pegat personalitzat de la ROM afegint el nom de "Apple".

## Disponibilitat
Les imatges del disc de sistema ProDOS es poden descarregar legalment des de diversos llocs web del grup. També es poden comprar el disc de Syndicomm, que està sota llicència d'Apple Computer.

## Suport de disc
ProDOS 8 suporta de forma nativa unitats de disquet compatibles amb Disk II, una unitat de RAM d'aproximadament 59KB, i dispositius intel·ligents amb un mètode estandarditzat en acceptació de bloc de lectura i escriptura. Té suport per fitxers dispersos.